# Schlegelia aurea
Schlegelia aurea är en tvåhjärtbladig växtart som beskrevs av Adolpho Ducke. Schlegelia aurea ingår i släktet Schlegelia och familjen Schlegeliaceae. Inga underarter finns listade i Catalogue of Life.